# Onitis androcles
Onitis androcles är en skalbaggsart som beskrevs av Emile Janssens 1937. Onitis androcles ingår i släktet Onitis och familjen bladhorningar. Inga underarter finns listade i Catalogue of Life.